# Bonnie Beecher

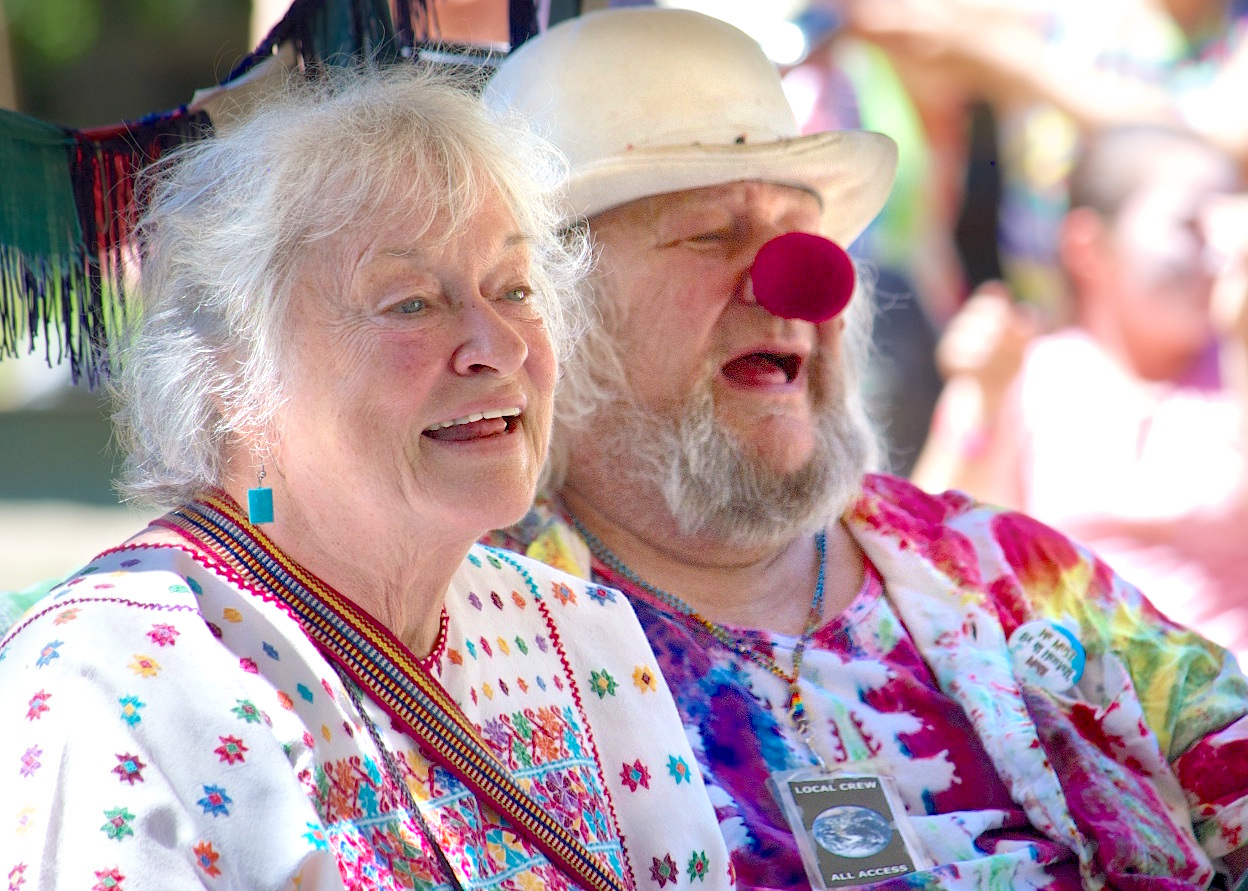
Bonnie Beecher (Jahanara Romney) mit Ehemann Wavy Gravy (2013)

Bonnie Jean Beecher (* 25. April 1941 in Minneapolis, Minnesota als Bonnie Jean Boettcher), später auch als Jahanara Romney bekannt, ist eine US-amerikanische ehemalige Schauspielerin und Sängerin.

## Leben
Beecher hatte 1964 ihren ersten Fernsehauftritt als Mary Rachel in der Folge Die Todesballade der Serie Unglaubliche Geschichten. Es folgten weitere Auftritte in Fernsehserien der 1960er-Jahre, wie etwa in Peyton Place (1965), in der sie die Janet Sinclair spielt, Auf der Flucht (1966), Invasion von der Wega (1967), Rauchende Colts (1967) und Raumschiff Enterprise (1968). Zuletzt trat sie 1968 als Gloria Gronowski in der Serie Der Einzelgänger in Erscheinung. Ihre Filmografie umfasst mehr als 10 Fernsehproduktionen.
Beecher war mit Bob Dylan zusammen und ist als Sängerin auf dessen „Minneapolis Party Tape“ zu hören. Seit 1965 ist sie mit dem Aktivisten, Hippie, Clown und Autor Wavy Gravy (eigentlich Hugh Romney) verheiratet, mit dem sie einen Sohn, Howdy Do-Good Gravy Tomahawk Truckstop Romney, später in Jordan geändert, hat. Beecher selbst nahm nach ihrer Heirat mit Gravy den Namen Jahanara Romney an. Gemeinsam gründete das Paar das Camp Winnarainbow, ein Zirkus- und Performing Arts Camp.

## Filmografie (Auswahl)
- 1964: Unglaubliche Geschichten (The Twilight Zone, Fernsehserie, eine Folge)
- 1964: Katy (Fernsehserie, eine Folge)
- 1965: Mr. Novak (Fernsehserie, eine Folge)
- 1965: Amos Burke (Fernsehserie, eine Folge)
- 1965: Peyton Place (Fernsehserie, drei Folgen)
- 1966: Mutter ist die Allerbeste (The Donna Reed Show, Fernsehserie, eine Folge)
- 1966: Auf der Flucht (The Fugitive, Fernsehserie, zwei Folgen)
- 1967: Invasion von der Wega (The Invaders, Fernsehserie, eine Folge)
- 1967: Rauchende Colts (Gunsmoke, Fernsehserie, zwei Folgen)
- 1968: Cowboy in Afrika (Cowboy in Africa, Fernsehserie, eine Folge)
- 1968: Raumschiff Enterprise (Star Trek, Fernsehserie, eine Folge)
- 1968: Der Außenseiter (The Outsider, Fernsehserie, eine Folge)